# Panzerkampfwagen IV
Panzerkampfwagen IV (SdKfz 161, PzKpfw IV nebo Pz IV) byl německý střední tank, jehož první varianty byly vyvíjeny od konce roku 1934 v Německu. První prototypy vznikly na přelomu let 1935/1936, sériová výroba byla zahájena na podzim 1937. Během prvních let produkce byl vyráběn v nízkých počtech (desítky až nízké stovky kusů za rok), rozsáhlejší výroba začala až roku 1941. Nejprve byl určený k podpoře pěchoty, ale postupně se z něj stal hlavní německý bitevní tank. Jako jediný ze všech německých typů tanků se vyráběl a zároveň i používal po celou druhou světovou válku. 
Původně byl tank Pz IV určen pro podporu útočící pěchoty a k ničení opevněných pozic, zatímco Pz III byl určen pro boj s obrněnou technikou nepřítele. U prvních variant Pz IV byl hlavní zbraní krátký 75mm kanón (7,5cm KwK 37 L/24), který ovšem nebyl ideální pro boj s obrněnou technikou protivníka. Kromě toho byl stroj vyzbrojen dvěma kulomety. Takovouto výzbroj vykazovaly varianty Pz IV A až F1. Nasazení tanků Pz IV na východní frontě, kde se střetly s těžce opancéřovanými a lépe vyzbrojenými tanky T-34 a KV-1, ukázalo na urychlenou potřebu vyvinout stroj schopný vést alespoň vyrovnaný boj s těmito protivníky. Jelikož tank Pz III neumožňoval instalaci patřičně silné výzbroje a vývoj nových typů byl zdlouhavý, zbýval pouze tank Pz IV, který byl urychleně vyzbrojen dlouhým 75mm kanonem (7,5cm KwK 40 L/43 u verzí F2 a G, 7,5cm KwK 40 L/48 u verzí H a J). Výroba prvních tanků typu F2 byla zahájena v březnu 1942. Celkem bylo do konce druhé světové války vyrobeno asi 8500 kusů všech variant (nejvíce ze všech německých tanků). Nejpočetnější přitom byly verze H a J s dlouhým kanónem. Tanky Pz IV byly výkonné a spolehlivé a představovaly přinejmenším vyrovnané protivníky většině tanků Spojenců. Byly používány i po druhé světové válce. Využívala je například československá armáda nebo francouzská armáda, které pak vyřazené tanky odprodaly do Sýrie, která je nasadila proti Izraeli za šestidenní války v roce 1967.

## Varianty
Sd.Kfz., Sonderkraftfahrzeug = vojenské vozidlo
Ausf., Ausführung = provedení
B.W., Begleitwagen = doprovázející vůz (tanky Panzer IV měly doprovázet tanky Panzer III)

### Sd.Kfz. 161 (KwK 37 L/24)
- Ausf. A (1./B.W.) – výroba od listopadu 1937 do června 1938, motor HL 108 TR, pancéřování 14,5 mm
- Ausf. B (2./B.W.) – výroba od května 1938 do října 1938, nový motor HL 120 TR, čelní pancéřování zvýšeno na 30 mm
- Ausf. C (3./B.W.) – výroba od října 1938 do srpna 1939, menší úpravy
- Ausf. D (4./B.W. a 5./B.W.) – výroba od října 1939 do října 1940, čelní pancéřování 30 mm, boční 20 mm
- Ausf. E (6./B.W.) – výroba od října 1940 do dubna 1941, čelní pancéřování trupu zvýšeno na 50 mm, některé stroje dostaly přídavný pancíř věže o tloušťce 20–30 mm
- Ausf. F (7./B.W.) – výroba od dubna 1941 do února 1942, čelní pancéřování trupu i věže 50 mm, boční 30 mm, někdy označován jako Ausf. F1 pro jasnější odlišení od Ausf. F2

### Sd.Kfz. 161/1 (KwK 40 L/43)
- Ausf. F2 (7./B.W. Umbau[pozn. 1]) – výroba od března 1942, dočasné označení pro Ausf. F s novým dlouhým kanonem KwK 40 L/43 s délkou hlavně 43 ráží, první stroje měly jednokomorovou úsťovou brzdu, další již dvoukomorovou, jednalo se o reakci na silně pancéřované sovětské tanky KV-1 a T-34, proti kterým byly dosavadní tanky Panzer IV s krátkým kanónem bezmocné
- Ausf. G (8./B.W.) – výroba od března 1942 do června 1943, název byl zaveden v červenci 1942 a označoval i tanky vyrobené jako Ausf. F2, některé stroje měly přídavný 30mm čelní pancíř na trupu

### Sd.Kfz. 161/2 (KwK 40 L/48)
- Ausf. H (9./B.W.) – výroba od května 1943 do února 1944, kanón KwK 40 prodloužený na délku 48 ráží, vyráběny s čelním 80mm pancířem trupu, přidán boční pancíř "schürzen" pro ochranu před protitankovými puškami (používané zejména na východní frontě)
- Ausf. J (10./B.W.) – výroba od února 1944 do května 1945, odstranění všech "zbytečných" prvků (např. věž se na této verzi otáčela ručně) pro snížení výrobních nákladů, přibyla přídavná palivová nádrž pro zvýšení dojezdu

## Významné modifikace
- Sturmgeschütz IV – útočné dělo s kanónem 7,5cm KwK 40 L/48, vyrobeno 1 141 kusů
- Heuschrecke – prototyp samohybného děla s houfnicí 10,5cm L/28
- Jagdpanzer IV a Panzer IV/70– stíhač tanků s kanónem 7,5cm Pak 40 L/48 nebo 7,5cm Pak 42 L/70, vyrobeno přibližně 2 000 kusů
- Brummbär – útočné dělo s houfnicí StuH 43 ráže 15 cm, vyrobeno 306 kusů
- Möbelwagen – protiletadlový tank s 3,7cm FlaK 43, vyrobeno více než 200 kusů
- Wirbelwind – protiletadlový tank s 2cm FlaK 38, vyrobeno 105 kusů
- Ostwind – protiletadlový tank s 3,7cm FlaK 43, vyrobeno 45 kusů
- Nashorn – stíhač tanků s 8,8cm PaK 43, vyrobeno 494 kusů
- Hummel – samohybné dělo s houfnicí FH 18 ráže 15 cm, vyrobeno 724 kusů

## Výkonnostně a dobově srovnatelné tanky
- Australský Sentinel
- Britský Cromwell
- Kanadský Ram
- Italský P26/40
- Japonský Typ 2 Ho-I a Typ 3 Či-Nu
- Sovětský T-28 a T-34-76
- Švédský Stridsvagn m/42
- Americký M3 Lee a M4 Sherman

## Dochované tanky
V České republice se dochoval jediný tank, který je vystaven ve Vojenském technickém muzeu v Lešanech. Tank byl obnoven do podoby verze Ausf. H.
Dva tanky tohoto typu z výzbroje Československé armády se zachovaly na Slovensku v Muzeu Slovenského národního povstání v Banské Bystrici a na pomníku v Údolí smrti. Oba tanky přestavují typ Ausf. J z konce výroby a na obou se zachovaly poválečné československé úpravy.

## Galerie

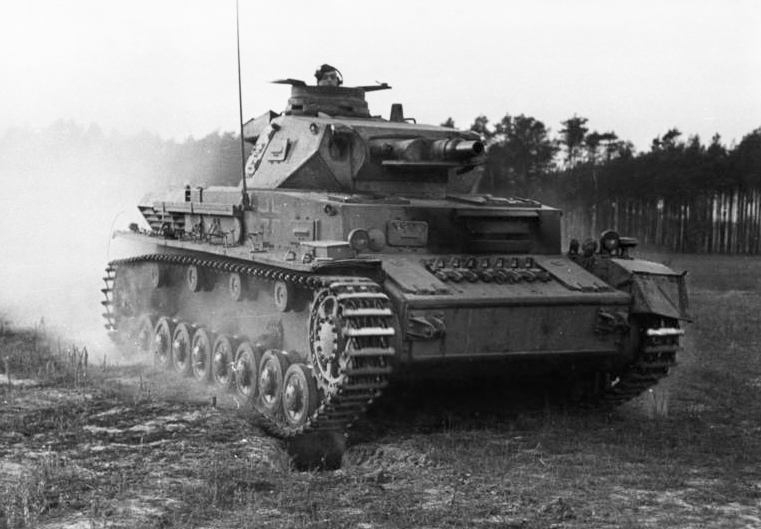
Panzer IV Ausf. C
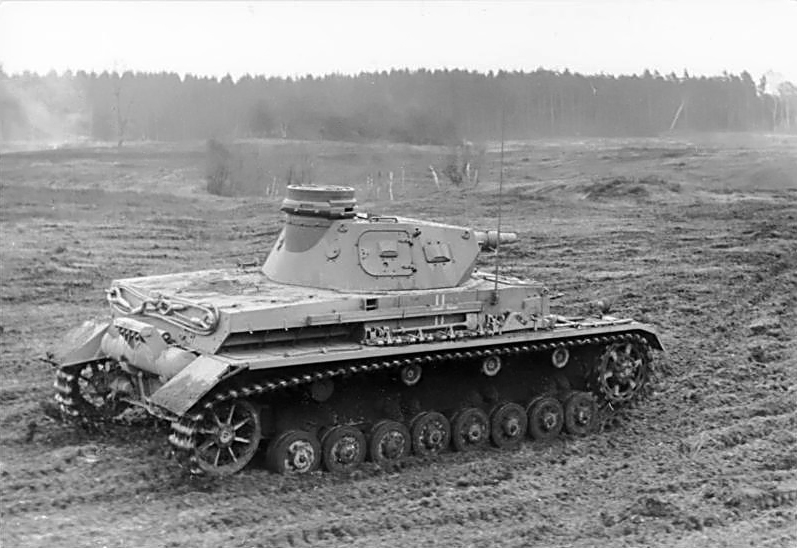
PzKpfw IV Ausf. D
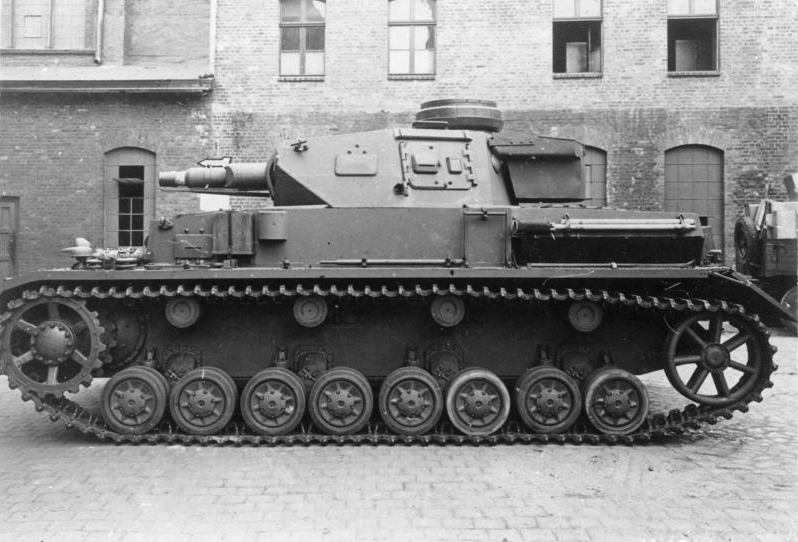
Panzer IV Ausf. F1.
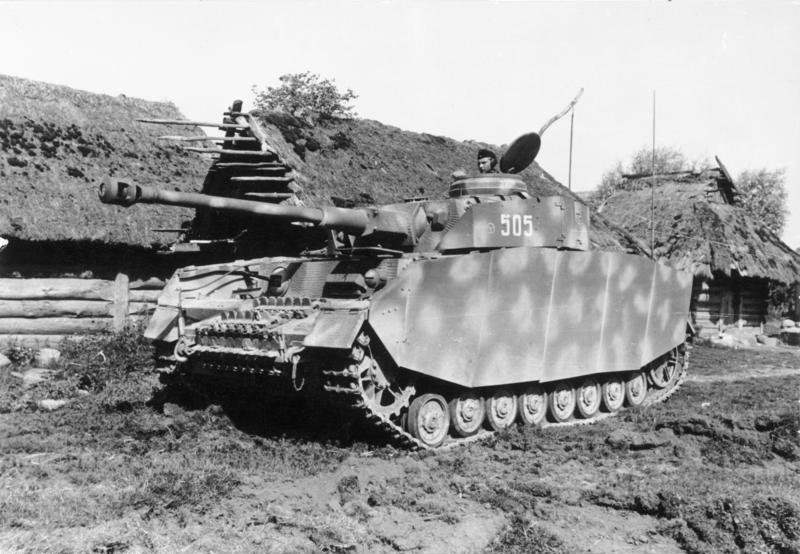
PzKpfw IV Ausf. H
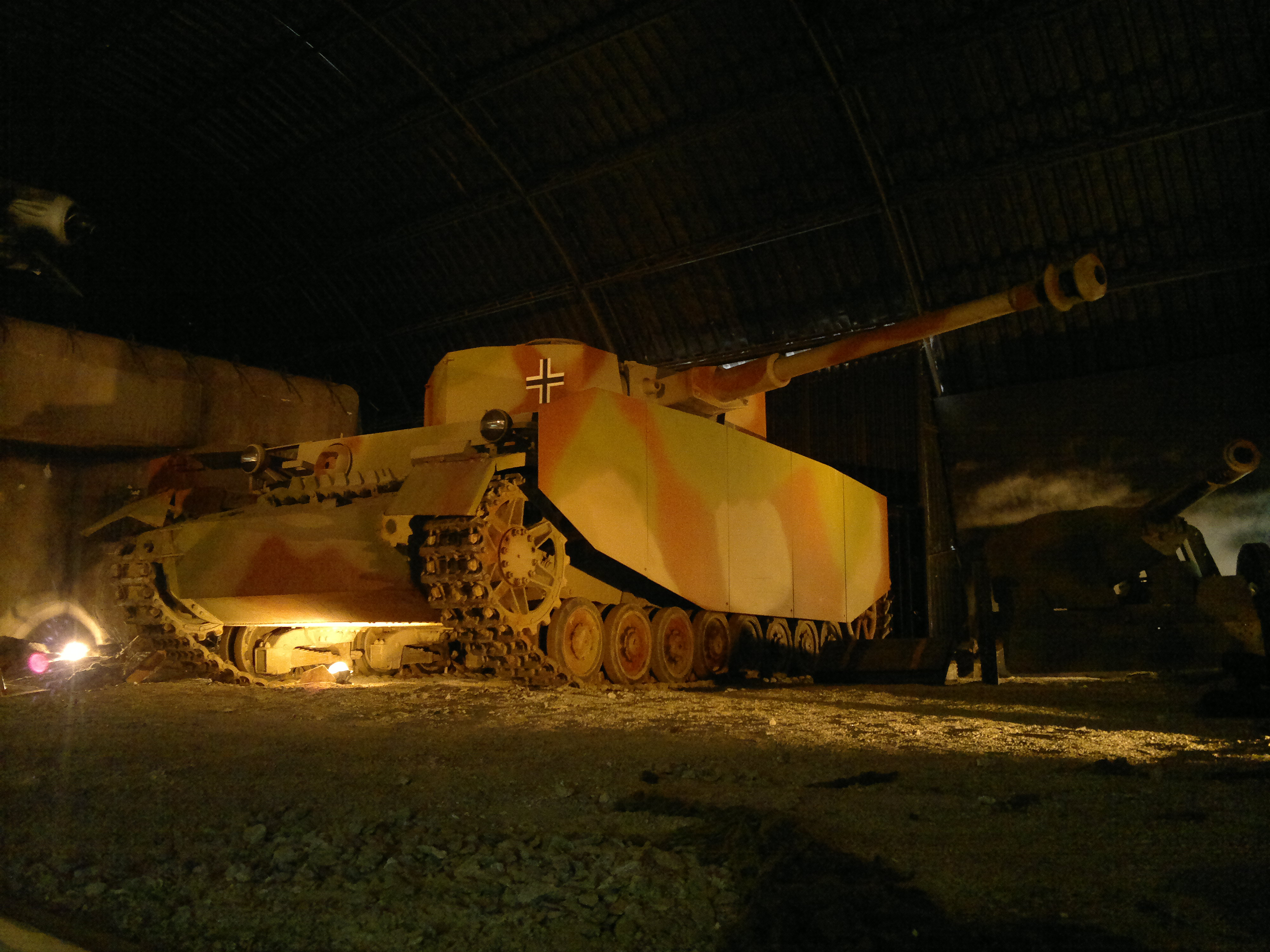
PzKpfw IV Ausf. H ve Vojenském technickém muzeu v Lešanech
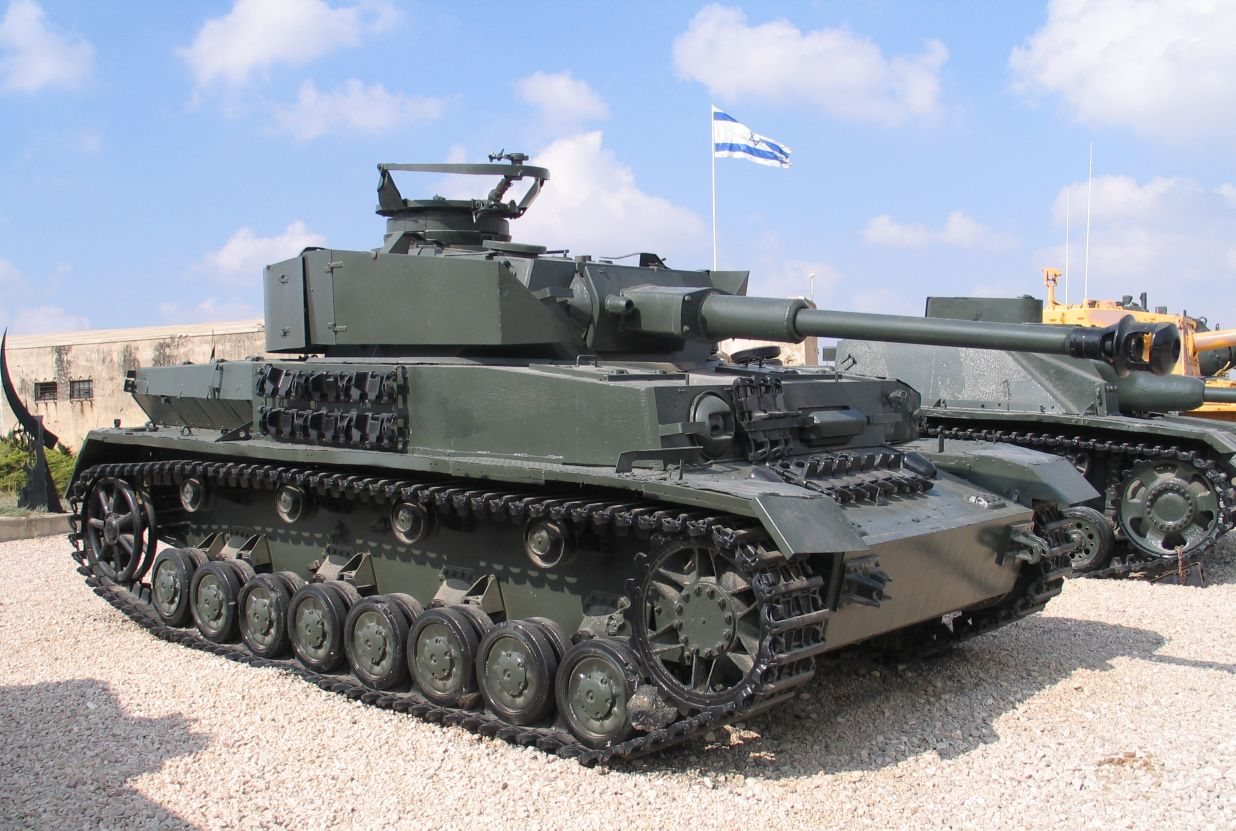
Pz IV Ausf. J ukořistěný Syřanům za šestidenní války v izraelském muzeu
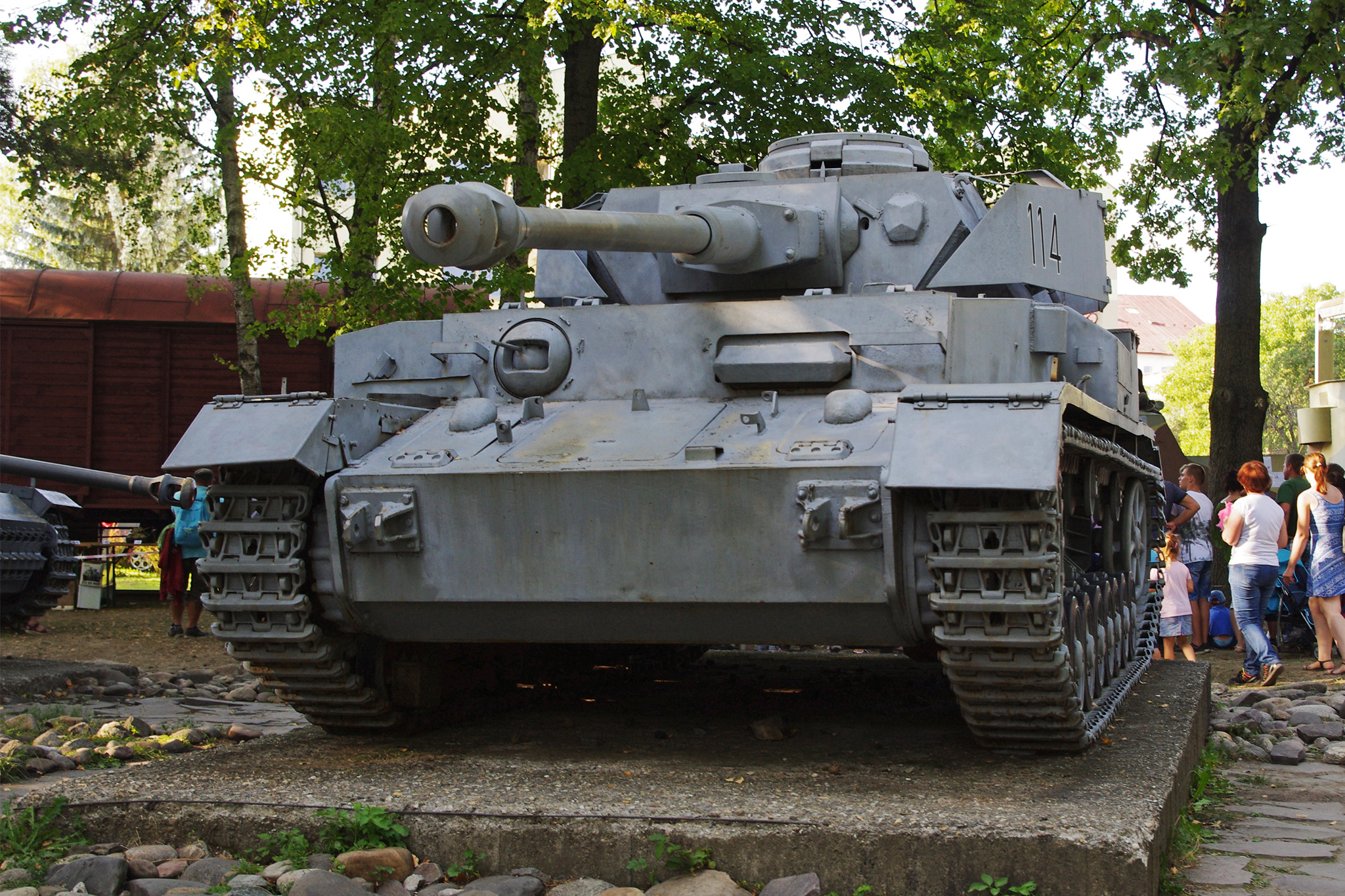
Pz IV Ausf. J v Muzeu Slovenského národního povstání v Banské Bystrici